# Леопольдо Мендес
Леопольдо Мендес (ісп. Leopoldo Méndez, 30 червня 1902 — 8 лютого 1969) — мексиканський художник і графік, громадський діяч. У 1968 році — був одним з ініціаторів-засновників Мексиканської академії мистецтв.

## Життєпис
Походить з родини чоботаря. Народився в небагатій родині, що не мала стосунку до мистецтва, в місті Мехіко.
- 1917–1920 рр. — навчався в Академії Сан-Карлос.
- 1920–1922 рр. — продовжив навчання в так званій « Художній школі просто неба»
- 1922–1925 рр. — працював художником-ілюстратором у низці газет і журналів.
- 1926 р. — почав професійно займатися графікою. В тому ж році його перші гравюри друкують в періодичних виданнях, виходять його перші плакати .
- 1932 р. в роки мексиканської революції отримав посаду керівника Секції образотворчих мистецтв від Міністерства народної освіти.
- 1933 р. — був одним з ініціаторів-засновників Ліги революційних письменників і художників
- 1937 р. — був одним з ініціаторів-засновників Національних графічних майстерень в місті Мехіко (або «Майстерня народної графіки»). Для будівлі Майстерень виконав монументальну фреску (разом з зудожниками Гамбоа, О'Хіггінсом, Сальсе). Декілька років — обіймав посаду президента Майстерень, потім — Геренеральний секретар в ній.
- 1939 р. — отримав стипендію (грошовий грант) від фонду Гугенхейма і відвідав Сполучені Штати.
- У 1947–1979 рр. — створив декілька графічних серій до національних кінострічок.
- 1960 р. — отримав перший приз на Бієннале у Мехіко.

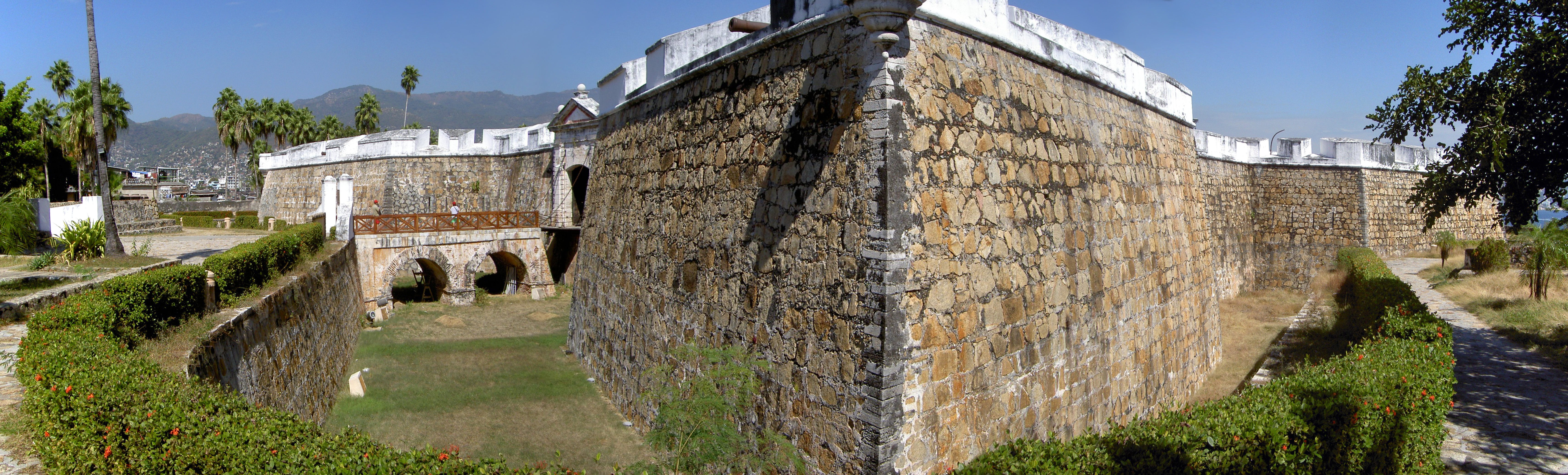
Форт Сан Дієго в Акапулько, нині музей
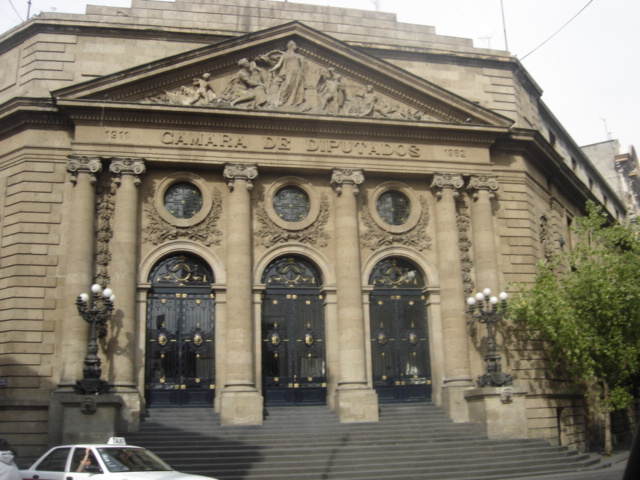
Мехіко, Палата депутатів
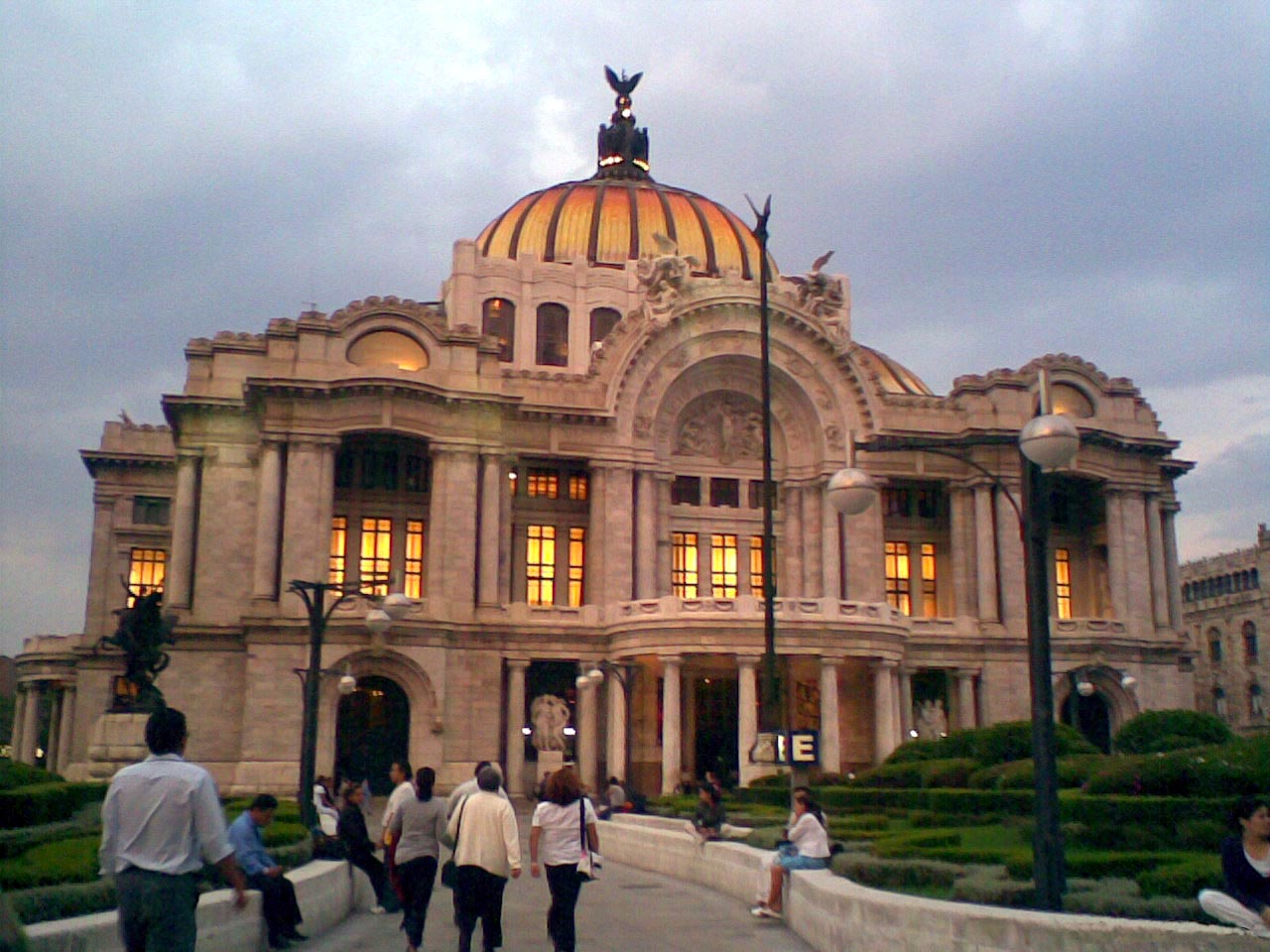
Мехіко,Музей красних мистецтв, будівля доби еклектики
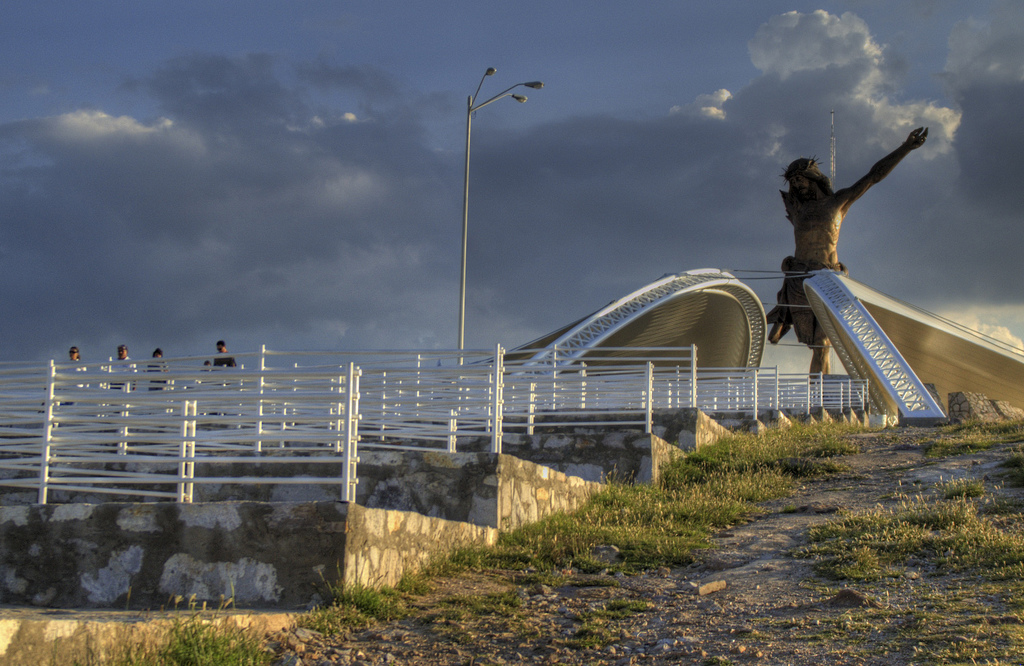
Велетенська скульптура Христа

## Майстерня народної графіки
Цей творчо-виробничий заклад (водночас будівлі і товариство художників) створений у 1937 році. Серед засновників закладу -
- Леопольдо Мендес (Leopoldo Méndez 1902—1969)
- Пабло О'Хиггинс (Pablo O'Higgins 1904—1983)
- Луис Ареналь Бастар  (Luis Arenal Bastar 1909—1985)
- Альберто Бельтран (Alberto Beltrán 1923—1997)
- Анхель Брачо (Ángel Bracho)
- Рауль Анкіано (Raúl Anguiano 1915—2006)

Творчо-виробничий заклад мав на меті як створення майстерень, так і спільну творчу працю. Митці майстерні широко використовували наради ще на етапі створення ескізів.
Автор приносив ескіз на нараду, де відбувався аналіз твору. Висувалися вимоги як до форми, так і до агітаційно-революційного змісту. Якщо твір не схвалювали, автор повинен був переробити твір. Бували випадки, коли твір переробляли п'ять — сім разів. Тільки після затвердження, автор робив остаточний варіант.
Наближеність майстерні до маленького виробничого кооперативу не засмучувала, хоча вона й шла всупереч давній західноєвропейській традиції з її індивідуалізмом, коли митець працював на певну політичну силу тільки в разі відповідних власних уподобань і міг як поділяти їх, так і не поділяти жодних.
Митців майстерні не засмучувала і наближеність подібних нарад до нового зразка цензури, цього разу революційної. Твори майстерні мимоволі мали спільні риси в художній манері, в трактовках образів, навіть в графічних техніках. Треба було мати могутню творчу індивідуальність, аби не втрачати остаточно індивідуальних рис.
Дотримувались реалістичної манери з елементами експресіонізму. Були випадки використання дешевих технік і схематично-реалістичної манери як найзрозумілішої більшості сільського, напівсільського і робітничого прошарків суспільства.

## Виставки
- Перша персональна виставка, 1930
- Мексиканська графіка, Москва, 1955
- Виставка графіки на фестивалі молоді, Москва, 1957
- Виставка графіки Латинської Америки, Москва, 1958

## Вибрані твори

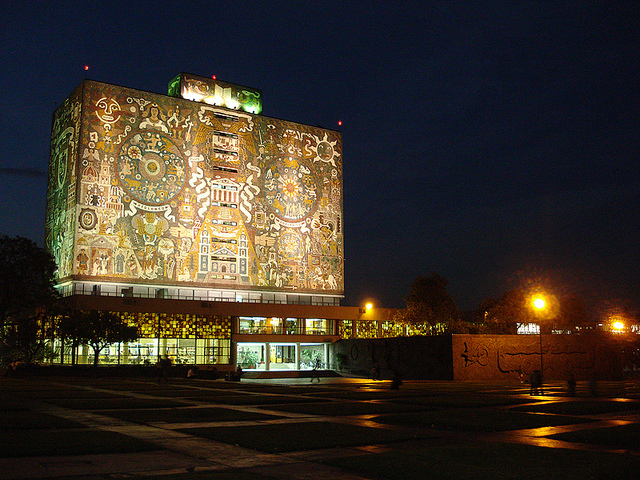
Бібліотека, на фасаді мозаїка зі сценами історії міста Мехіко

- Графічна серія «Заради Христа», 1939
- ілюстрації до кники Х. де ла Кабади «Incsdentes melodicos», 1944

Станкова графіка
- «Жорстокість поміщиків-землевласників»
- «Пограбування індіанців»
- «Погром школи», 1948
- «Хлопчик-революціонер»
- «Придушення повстання індіанців»
- «Спрага», 1948
- «Розстріл» , 1949
- «Їх поєднало нещастя», 1950
- «Свобода слова»
- «Повалення диктатури»
- «Портрет Хосе Ґвадалупе Посади», 1957
- «Гуатемок»
- «Ідальго»
- «Хуарес»
- « уарес і аграрні закони»
- «Сакапоакстла»
- «Епізоди революції»
- " Велика перешкода "
- " Фашисти вбивають робочіх активістів "
- " Гребля "
- «Що сталося би ?»
- «Лист з концентраційного табору»
- «Скорбота по загиблим проти фашистів»
- «Ласкаво просимо на Батьківщину!»
- «Звірі»
- «Індустріалізація Мексики»
- «Союз робочіх і селян»
- «Вперед»
- «Економічна криза»
- «Наука для війни»
- «Смерть під час пологів»
- «Гноблення в селі»
- «Джузеппе Верді»
- «Поль Робсон», афроамериканець — співак
- «Розруха»